# Bright-Angel-Formation
Die Bright-Angel-Formation ist die dritte Formation der kambrischen Tonto Group im Südwesten der Vereinigten Staaten. Sie wurde im Miaolingium als Teil der Sauk-Megasequenz (Sauk II) abgelagert und zeichnet sich durch eine das ästuarine Sediment durchwühlende Ichnofazies aus.

## Etymologie
Die Bright-Angel-Formation, Englisch Bright Angel Shale, Bright Angel Formation oder auch Bright Angel Schist, ist nach dem Bright Angel Canyon benannt, einem rechten Seitental des Colorado River.

## Erstbeschreibung

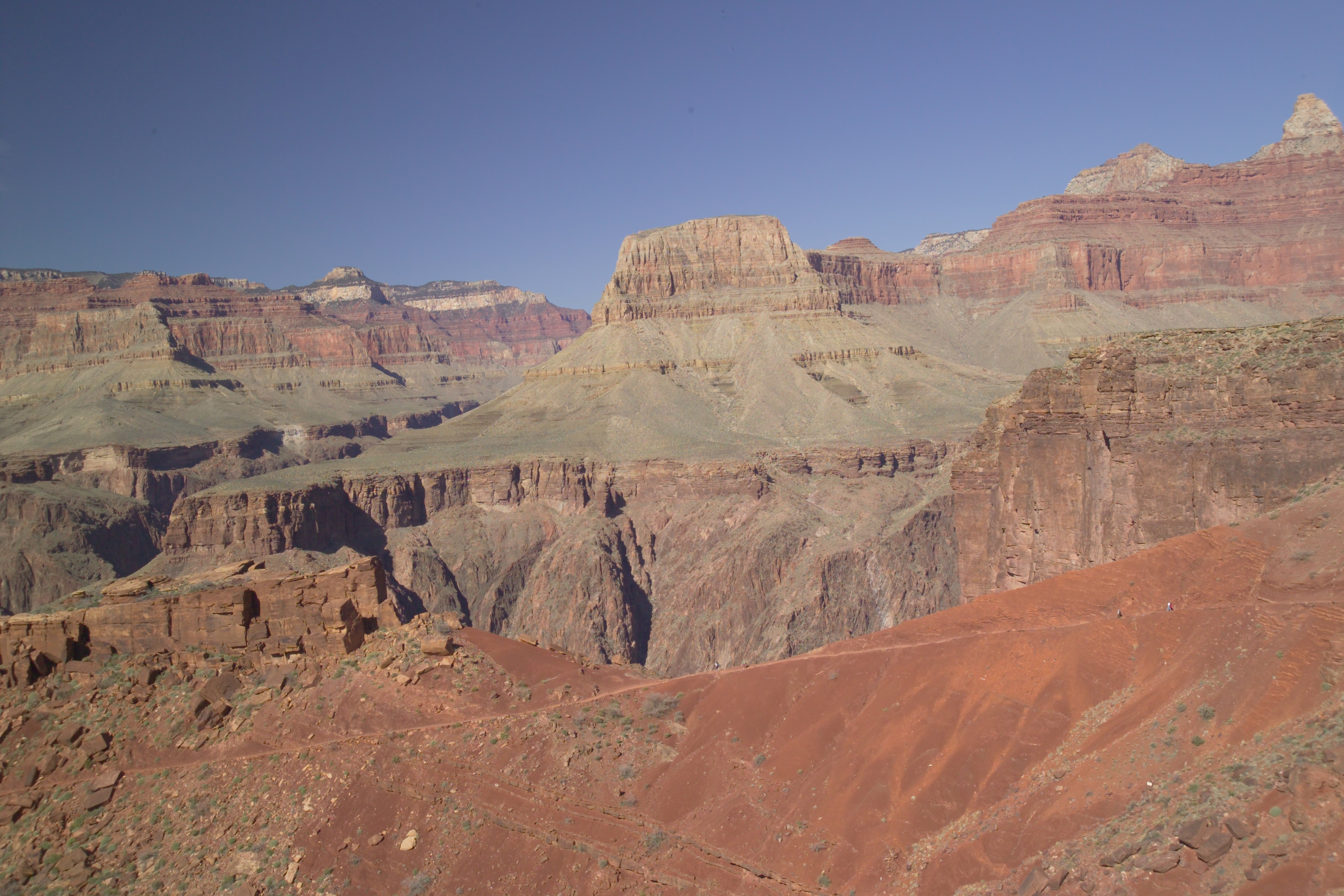
Blick vom South Kaibab Trail über die Upper Granite Gorge auf den Sumner Butte. Über die Vishnu Basement Rocks legt sich der Tapeats Sandstone mit der Tonto Platform, die sanft geneigte Bright-Angel-Formation, die Muav-Formation und der Redwall Limestone.

Die Bright-Angel-Formation wurde im Jahr 1914 von Levi F. Noble wissenschaftlich erstmals beschrieben und benannt. Die ursprüngliche, von Noble gewählte Bezeichnung Bright Angel Shale wurde 1936 von Wheeler und Kerr in Bright Angel Formation geändert.

## Vorkommen
Die Bright-Angel-Formation wird in den tieferen Lagen des Grand Canyons im Norden Arizonas angetroffen. Darüber hinaus erscheint die Formation im Südosten Kaliforniens, im Süden Nevadas und im zentralen Süden Utahs. Im Einzelnen sind folgende Vorkommen anzuführen: neben dem östlichen und westlichen Grand Canyon das südliche Great Basin (Kalifornien und Nevada – die Bright-Angel-Formation entspricht hier der Carrara-Formation), sodann die metamorphen Vorkommen Südostkaliforniens als Bright Angel Schist in den Big Maria Mountains, in den Kilbeck Hills und in den Old Women Mountains, sowie im Kane County nördlich des Lake Powell in Utah. Der metamorphosierte Bright Angel Schist liegt in den südostkalifornischen Vorkommen als Biotit- oder Chloritschiefer oder als Phyllit vor. Seine Metamorphose erfolgte in der Oberkreide vor 72,3 bis 68,5 Millionen Jahren (Endcampanium und Maastrichtium).

## Stratigraphie

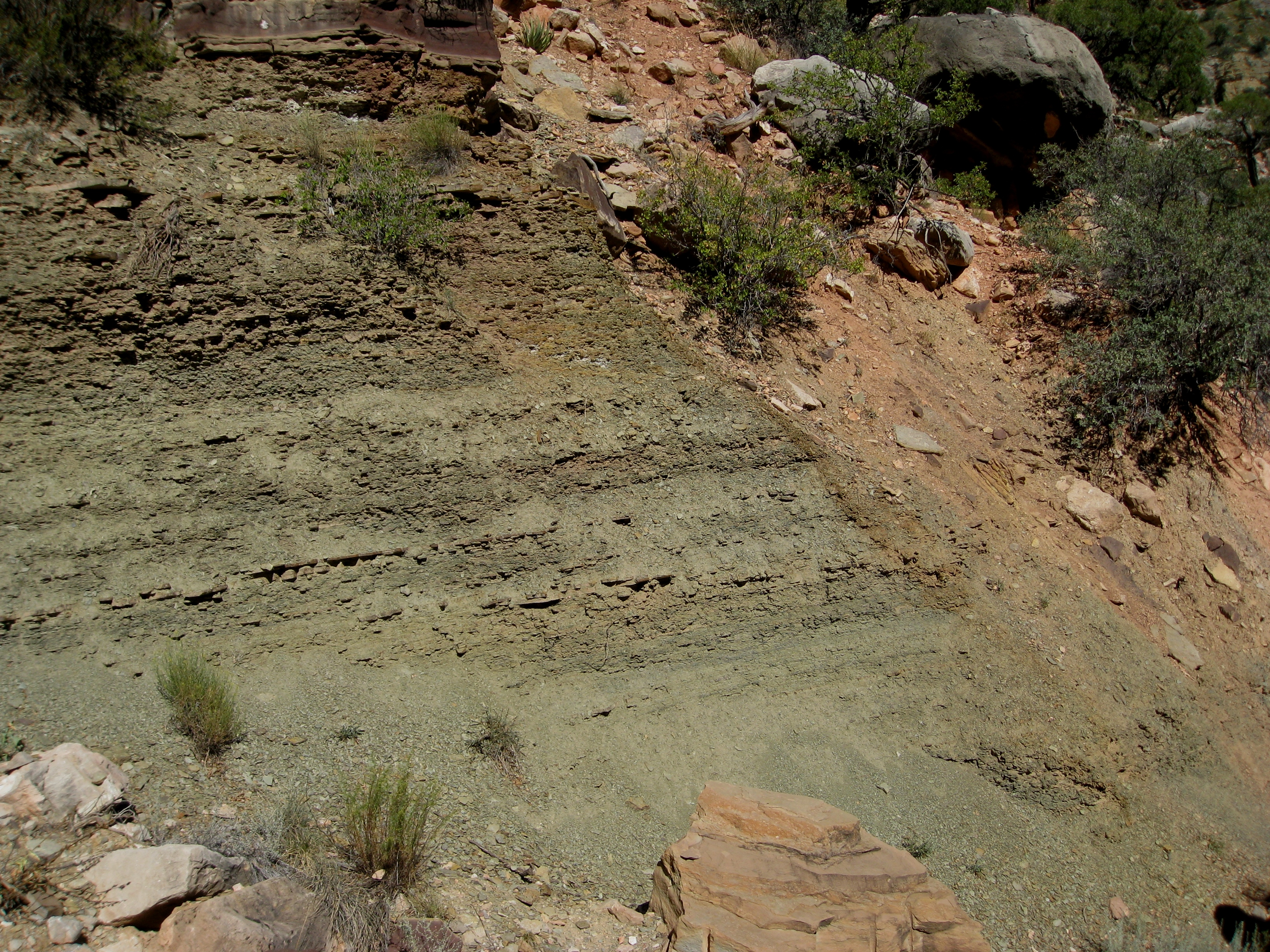
Die Bright-Angel-Formation östlich unterhalb der Kaibab Lodge am North Rim

Die Bright-Angel-Formation (abgekürzt als Ctba in geologischen Karten) folgt konkordant auf die Übergangszone des unterlagernden Tapeats Sandstone. Mit der überlagernden Muav-Formation zeigt sie eine komplexe Verzahnung. Elston hat daher 1989 vorgeschlagen, den unteren Abschnitt der Muav-Formation noch zur Bright-Angel-Formation zu rechnen. Nicht überall liegt die Bright-Angel-Formation auf dem Tapeats Sandstone, sondern kann stellenweise bis auf die Great Unconformity heruntergreifen und überlagert dabei direkt die Paläo-Hochstellen des Shinumo Quartzite der Unkar Group. Im Südwesten Utahs kann die Formation in drei Member unterteilt werden – in ein Lower Member, in die Meriwitica Tongue und in das Flour Sack Member. Mit dem Auskeilen der Meriwitica Tongue gegen Osten verliert sich jedoch diese Gliederung. 

## Lithologie
Die Bright-Angel-Formation ist eine gemischte Formation, die sich hauptsächlich aus dünnlagigen, papierdünnen Schiefertonen, schlecht sortierten Siltsteinen und fein- bis mittelkörnigen Sandsteinen zusammensetzt. Das Verhältnis dieser Komponenten beträgt in etwa 40 % Schiefertone, 30 % Siltsteine und 30 % Sandsteine. Die Schiefertone zeigen helloliv-graue bis dunkelgrün-graue Farbtöne, werden jedoch im oxidierten Zustand rotbraun. Die fein-gebänderten Siltsteine sind bröselig, die harten, manchmal konglomeratischen Sandsteine bilden Vorsprünge im Gelände und zeigen verschiedene Arten von Schrägschichtung. Die Sandsteine können Brachiopodenschill führen.
Vielfach sind die Schiefertone mit dünnen Sand-/Siltsteinlagen in zentimeterdicken Coupletzyklen vergesellschaftet. Diese Couplets bilden innerhalb der Formation übereinandergestapelte Parasequenzen. Die Parasequenzen sind im Liegenden meterdick, erreichen jedoch im Hangenden den Zehnermeterbereich. Sie sind Bioturbation, wobei sich die Durchwühlung in Richtung Hangendes mehr und mehr ins Sedimentinnere verlagert. Dies äußert sich in zunehmender Unterbrechung der Schichtung und in einer verstärkten Homogenisierung mittels peloidalem Glaukonit. Glaukonit kann sich auch in Grünsandlagen anreichern. Die hellrosa gefärbten und mit Hämatit überzogenen bzw. gefleckten Sandsteine bestehen aus mittelkörnigem Quarz. Dickere Sandsteinlagen sind meist grobkörniger, schräggeschichtet und enthalten Glaukonit und kleine Gesteinsbruchstücke. Als Sedimentstrukturen sind neben flach einfallender Schrägschichtung Rippelmarken zu nennen, mit den Variationen Strömungs-, Oszillations- und Interferenzrippeln. Dieser Sandstein/Siltstein-Anteil der Couplets wird oft von einem wesentlich resistenteren, eisenhaltigen Sandstein abgedeckt, welcher scharfe Kanäle in den unterlagernden Siltstein eingeschnitten hat. Die Mächtigkeit des magentafarbenen Eisensandsteins bewegt sich im Dezimeter- bis Meterbereich. Seine Geländerippen lassen sich bis an die hundert Meter verfolgen. Er kann neben Quarz und Glaukonit einen bedeutenden Feldspatanteil aufweisen und wird daher auch als M-ark (Magenta-Arkose) bezeichnet.
Die Mächtigkeit der Formation schwankt gewöhnlich zwischen 107 und 150 Meter, kann sich aber im Osten bis auf 57 Meter reduzieren. Die Schwankungen in der Mächtigkeit lassen sich auf Verzahnungen mit der Muav-Formation zurückführen. Gegen Süden dünnt die Formation sehr stark aus und misst in den Juniper Mountains nördlich von Prescott nur noch 1 Meter. Südlich und östlich der Black Hills fehlt sie vollkommen.
Aufgrund ihrer insgesamt feinkörnigen Lithologie ist die Bright-Angel-Formation sehr verwitterungsanfällig und bildet oberhalb der Tonto Platform sanft geneigte Hanglagen.
Bei den Gesteinen der Bright-Angel-Formation handelt es sich somit insgesamt um vorwiegend grüne bis purpurrote, glimmerreiche Siltsteine, Schiefertone und Tonsteine, die Zwischenlagen von rotbraunen bis braunen, gelegentlich glaukonitischen Sandsteinen aufweisen, welche dem unterlagernden Tapeats Sandstone ähneln. Auch Einschaltungen von rostig-braunem Dolomit treten auf. Diese Dolomitagen lassen sich in etwa vom westlichen Grand Canyon in den Osten verfolgen, wo sie aber als kastanienbraune arkosehaltige Sandsteine ausgebildet sind. Zungenartige Dolomteinschaltungen sind die Tincanebits Tongue und die Meriwitica Tongue im Westabschnitt sowie die abschließende Boucher Tongue im Osten. Die beiden erst genannten Dolomite gehen bei Lyndon und Red Pass weiter im Westen (Frenchman Mountain bei Las Vegas) in Kalke über. 
Von Eben Rose (2011) wurde vorgeschlagen, die untersten vier Member der Muav-Formation der Bright-Angel-Formation anzurechnen. Es sind dies (vom Hangenden zum Liegenden):
- Peach Springs Canyon Member
- Spencer Canyon Member
- Sanup Plateau Member
- Rampart Cave Member

Auch Donald Elston hatte dies bereits 1989 ins Auge gefasst.
Zwischen diese vier Member legen sich mehrere zungenartige Einschaltungen aus rostbraunem Dolomit oder aus Bright-Angel-Sedimenten (Schiefertone, Siltsteine und feinkörnige Sandsteine): vom Liegenden zum Hangenden die Elves Chasm Tongue, die Garnet Canyon Tongue, die Lava Falls Tongue, die Parashant Tongue und die Boucher Tongue. Die abschließende dolomitische Boucher Tongue trennt sodann die Muav-Formation von der unterlagernden Bright-Angel-Formation.

### Lithofazies
Die Lithofazies der Bright-Angel-Formation lassen sich in vier Faziestypen unterscheiden. Neben der ursprünglich abgelagerten Lithofazies (Fazies 1) treten eine glaukonitische Fazies (Fazies 3) und eine rote eisenreiche Fazies (Fazies 4) der so genannten Magenta Beds hinzu. Diese primären Fazies werden biogen überprägt und bilden sodann eine sekundäre Ichno- bzw. Palynofazies (Fazies 2).
Wie bereits angesprochen charakterisiert sich die Bright-Angel-Formation durch sich wiederholende, ins jeweils Hangende gröber werdende Parasequenzen, deren Mächtigkeit typischerweise zwischen 1,5 und 5 Meter schwankt, sich jedoch gegen Ende der Formation bis auf 11 Meter erhöht. Jede einzelne Parasequenz wird von einem eisenreichen Sandstein abgedeckt. Sie beginnt gewöhnlich mit Fazies 1 bestehend aus grünen, bioturbaten Schiefertonen und Tonsteinen, die sich im Zentimeterbereich mit feinkörnigen, gesprenkelten Quarzsandsteinen ablösen. Die parallel- oder auch rippellagigen Sandsteine gehen sodann in Richtung Hangendes in stark bioturbate Siltsteine der Fazies 2 über, welche ihrerseits schließlich von grobkörnigen, dunkelgrünen oder magentafarbenen, schräggeschichteten Eisensandsteinen der Fazies 3 und 4 abgeschlossen werden. Die Sohlen der Eisensandsteine zeigen deutliche Auskolkungen (engl. scour). Die höheren Parasequenzen im Bereich 30 bis 70 Meter enden erosiv mit grobkörnigen Eisensandsteinen oder mit hämatitischen, grobkörnigen Arkosesandsteinen der Fazies 4. Die Dezimeter-starken Eisensandsteine sind ein Amalgam aus verschiedenen Schrägschichtungstypen (tafelförmig, trogförmig und grätenförmig).

### Petrologie
Beherrschendes Tonmineral in den Schiefertonen ist neben Kaolinit eindeutig Illit, untergeordnet erscheinen auch Smektit, Chlorit und Berthierin. Der Illit ist aus Glaukonit hervorgegangen und kann Muskovit vortäuschen, daher auch der glimmrige Eindruck des Sediments. Stellenweise findet sich auf den Schichtflächen elementarer Schwefel und sein weißes Verwitterungsprodukt Hexahydrit. Silt- und Sandsteine werden von Quarzkörnern aufgebaut, zu denen sich Alkalifeldspat, etwas Muskovit und kleinere Sedimentbruchstücke gesellen. Die Körner sind eckig bis leicht angerundet und werden von Kieselsäureüberzügen zementiert. Akzessorisch treten Glaukonit, Eisenoxide und auch Karbonate hinzu. Als unmittelbares Herkunftsgebiet der Sedimentkomponenten werden die unterlagernden Vishnu Basement Rocks angesehen. Die Eisensandsteine werden von Eisenoxiden zementiert.

## Fossilien

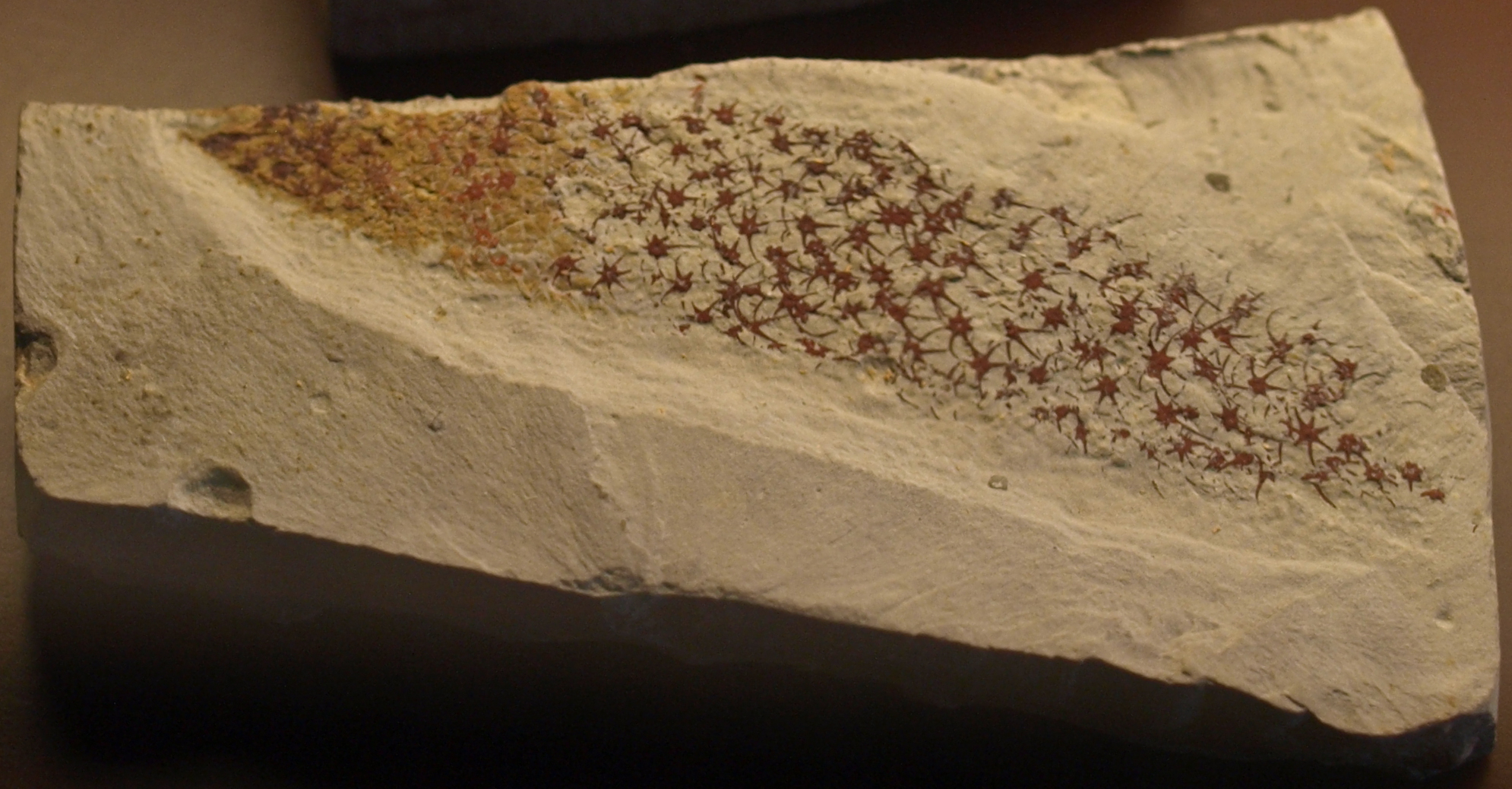
Chancelloria

Die Bright-Angel-Formation besitzt zwar eine normalmarine Fauna, dennoch sind Spurenfossilien und Palynomorpha reichhaltig über die gesamte Formation verteilt und von großer Bedeutung. Im Unterschied zum unterlagernden Tapeats Sandstone tauchen in der Bright-Angel-Formation erstmals Trilobiten der Olenellus- und Glossopleura-Biozone auf. Vertreten sind Corynexochida, Ptychopariida und Redlichiida. Daneben erscheinen Brachiopoden, Conchostraca (Bradoriida), Eocrinoidea, Gastropoden, Hyolithida und eventuelle Schwämme. Zugegen sind auch Ichnofossilien wie beispielsweise die Gänge und Grabspuren von Invertebraten, aber auch nichtmarine Cryptosporen (mögliche Bryophyten) und rätselhafte Invertebraten wie Chancelloriaoder Margaretia. Zu nennen sind ferner Zellhaufen terrestrischer Algen, Filamentmatten, die an Nematothallus erinnern, mikrobielle Runzelstrukturen und Leiosphären. Rose (2006) sieht in den Cryptosporen den frühesten Nachweis von Landpflanzen im Fossilbericht.
Bei den Brachiopoden erscheinen die Taxa Acrotreta, Billingsella, Dictyonina arizonaensis, Iphidella arizonaensis, Lingulella acutangula,Lingulella chuarensis, Lingulella euglypha, Lingulella lineolata, Lingulella mckeei, Lingulella monticula, Lingulella spatula, Lingulella themis, Lingulella zetus, Micromitra (Paterina) crenistria, Micromitra pealei, Micromitra (Paterina) superba, Nisusia noblei, Nisusia obscura, Obolella, Obolella polita, Obolus, Paterina superba und Wimanella. Unter den Conchostraca finden sich Bradoria tontoensis, Dielasma, Dielymella appressa, Dielymella dorsalis, Dielymella nasuta, Dielymella recticardinalis, Dielymella recticardinalis angustata, Indianites curtus, Indianites faba, Indianites impressus, Indianites intermedius,Tontoia kwaguntensis, Walcottella, Walcottella apicalis, Walcottella breviuscula,Walcottella concentrica, Walcottella leperditoides, Walcottella limatula, Walcottella longula, Walcottella nitida, Walcottella oblonga, Walcottella obsoleta, Walcottella pulchella, Walcottella scitula, Walcottella subtruncata und Walcottella ventrosa. Eocrinoideen sind Eocystites, Gogia longidactylus und Gogia multibrachiatus. Ein Gastropodentaxon ist Hyolithes. Bei den Schwämmen (Archaeocyathiden) erscheint Ethmophylum chankensis. Als Trilobiten sind zu erwähnen Acrocephalops arizonaensis, Albertella schenki, Alokistocare althea, Alokistokare lepida, Amecephalus althea, Amecephalus packi, möglicherweise Amecephalus piochensis, Anoria tontoensis, Antagmus arizonaensis, Athabaskia, Biceratops nevadensis, Bolaspis aemula, Clavaspidella, Ehmaniella arizonaensis, Elrathia nitens, Elrathiella decora, Glossopleura, Glossopleura boccar, Glossopleura mckeei, Glossopleura meriwitica, Glossopleura productus, Glossopleura walcotti, Glyphaspis vulsa, Kochina, Kootenia schenki, Kootenia simplex, Olenellus fremonti, Olenoides, Pachyaspis fonticola, Pachyaspis moorei, Parehmania kwaguntensis, Parehmania tontoensis, Proehmaniella basilica, Prozacanthoides, Ptarmigania, Spencella porcata, Spencia tontoensis und Zacanthoides walapai. Anmerkung: als Synonyme sind anzusehen Alokistocare althea und Amecephalus althea sowie Glossopleura boccar und Glossopleura mckeei.
Zwei Trilobitenzonen lassen sich in der Bright-Angel-Formation unterscheiden: im Liegenden die nur im Westen ausgebildete Olenellus-Zone mit Antagmus arizonaensis und Olenellus fremonti und im Hangenden die Glossopleura-Zone mit Alokistocare althea und Glossopleura mckeei.

## Ichnofazies
Unter den Ichnotaxa Angulichnus alternipes, Arenicolites, Belorhaphe, Bergaueria, Bicavichnites, Cochlichnus, Corophioides, Cruziana, Cruziana linnarssoni, Cruziana problematica, Cruziana rusiformis, Cruziana rustica, Dimorphichnus, Diplocraterion yoyo, Diplichnites, Ichthidian, Isopodichnus, Monocraterion, Monomorphichnus lineatus, Nereites, Palaeophycus, Phycodes, Planolites, Rusophycus didymus, Rusophycus dispar, Scalarituba novum, Scolicia, Sinusites, Skolithos linearis, Spirophycus, Teichichnus rectus und Treptichnus pedum lassen sich drei Gruppierungen unterscheiden:
- Sedimentfresser (Endichnia)
- Filtrierer und Suspensionsfresser
- Oberflächenfresser (Epichnia)

Sedimentfresser durchwühlen das Sediment waagerecht und werden vertreten durch Cruziana, Paleaeophycus, Phycodes, Rusophycus und Teichichnus. Filtrierer und Suspensionsfresser legen senkrechte und U-förmige Bauten an, hierzu gehören Arenicolites, Diplocraterion, Monocraterion und Skolithos. Oberflächenfresser sind Palaeophycus und Planolites.

## Ablagerungsmilieu und Paläoökologie

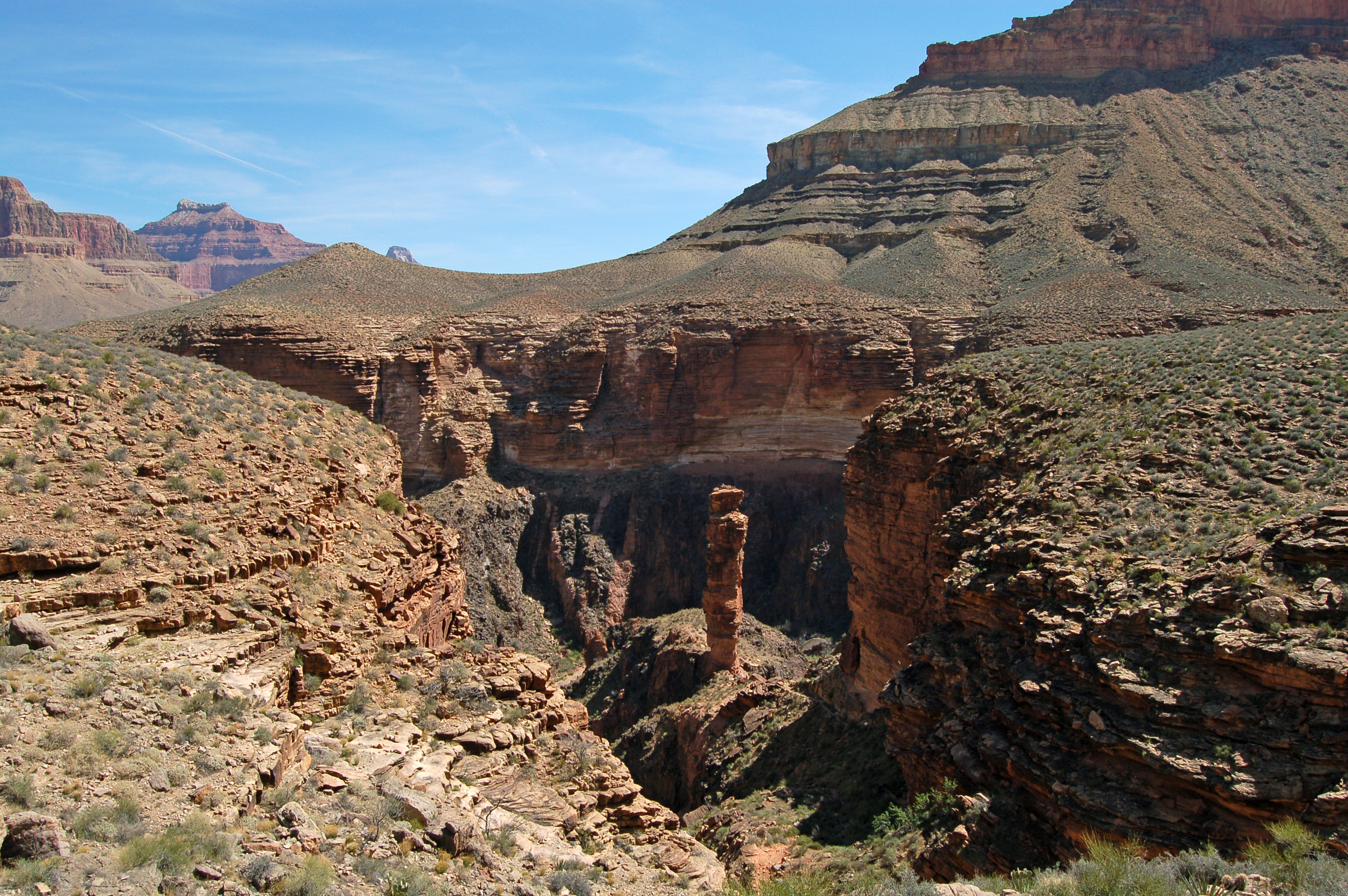
Blick vom Tonto Trail in den Monument Creek. Gegenüber liegen auf den Vishnu Basement Rocks der Tapeats Sandstone, die Bright-Angel-Formation und die Muav-Formation.

Konventionelle Interpretationen der Tonsteine der Bright-Angel-Formation gehen von einem unterhalb der Wellenbasis gelegenen, marinen Ablagerungsmilieu aus, welches als distale Komponente einer Schelftransgression angesehen wird. Dem widerspricht jedoch die palynologische Signatur der Tonsedimente, die vielmehr auf eine Ablagerung im Süßwasser hindeutet. In Verbund mit sedimentologischen und ichnologischen Beobachtungen ergibt sich mittlerweile ein wesentlich robusteres Modell für die Paläoökologie der Bright-Angel-Formation. Die Übereinstimmung im Gehalt der organischen Biomasse in den Tonsedimenten mit Typus und Intensität der das Sediment durchwühlenden Organismen (die sich an ihren Spuren teilweise erkennen lassen) plädiert vielmehr für das Milieu eines ehemaligen Ästuars. Das Ausmaß der in diesen Sedimenten dokumentierten organischen Aktivität erlaubt den Rückschluss, dass während des Mittelkambriums im Südwesten der Vereinigten Staaten ein bedeutender kontinentaler Zufluss herrschte, welcher seinerseits wiederum einen substantiellen Kohlenstoffeintrag in flachmarine Ablagerungsräume lieferte. Insgesamt lassen die beherrschende Lithologie der tonreichen Formation und das generelle Fehlen von Acritarchen auf minimalen marinen Einfluss schließen. Die Bright-Angel-Formation kann somit als zu einem stabilen, expansiven, epikratonischen Ästuar (engl. expansive epicratonic estuary) gehörig angesehen werden.

## Tektonik
Wie auch der unterlagernde Tapeats Sandstone wurde auch die Bright-Angel-Formation tektonisch beansprucht. Ein Beispiel hierfür ist die Whitmore helipad fold an der Flussmeile 187,4 des Colorado Rivers – eine asymmetrische Falte des Fließfaltentyps. Umstritten ist der Faltungszeitpunkt – im unverfestigten Sediment nach der Ablagerung im Kambrium oder duktil während der Laramischen Gebirgsbildung an der Wende Oberkreide/Paläogen.

## Alter
In ihrer jüngsten, im Jahr 2020 an detritischen Zirkonen vorgenommenen Uran-Blei-Datierung konnten Karlstrom und Kollegen für die Bright-Angel-Formation ein Alter von 507 bis 502 Millionen Jahren etablieren. Dies entspricht dem Miaolingium (ausgehendes Mittelkambrium) mit den Stufen Wuliuum (W 5) und Drumium (D 6).

### Provenanz
Gehrels und Kollegen (2011) fanden in Zirkonen feinkörniger Sandsteinproben der Bright-Angel-Formation folgende Uran-Blei-Alter: 1712 Millionen Jahre (am häufigsten), 1457 Millionen Jahre und 1026 Millionen Jahre (selten). Das Maximum entspricht paläoproterozoischen Altern der Yavapai-Provinz (1800 bis 1680 Millionen Jahre), möglicherweise auch der Mazatzal-Provinz (1720 bis 1600 Millionen Jahre) – wie sie auch in den Vishnu Basement Rocks zu finden sind. Der Peak bei 1457 Millionen Jahre deutet wahrscheinlich auf den enormen anorogenen Magmatismus hin, welcher zwischen 1460 und 1360 Millionen Jahren nach Abschluss der beiden vorangegangenen Akkretionen die neu geschaffene Kruste Laurentias durchsetzte. Das Alter von 1026 Millionen Jahren schließlich ist ein Alter der Grenville-Orogenese oder – was wahrscheinlicher ist – der Grand Canyon Supergroup.
Insgesamt lässt diese Altersverteilung auf die Erosion des präkambrischen Grundgebirges und der ihr auflagernden Grand Canyon Supergroup schließen, der Sedimenteintrag war somit lokaler Natur.

## Photogalerie

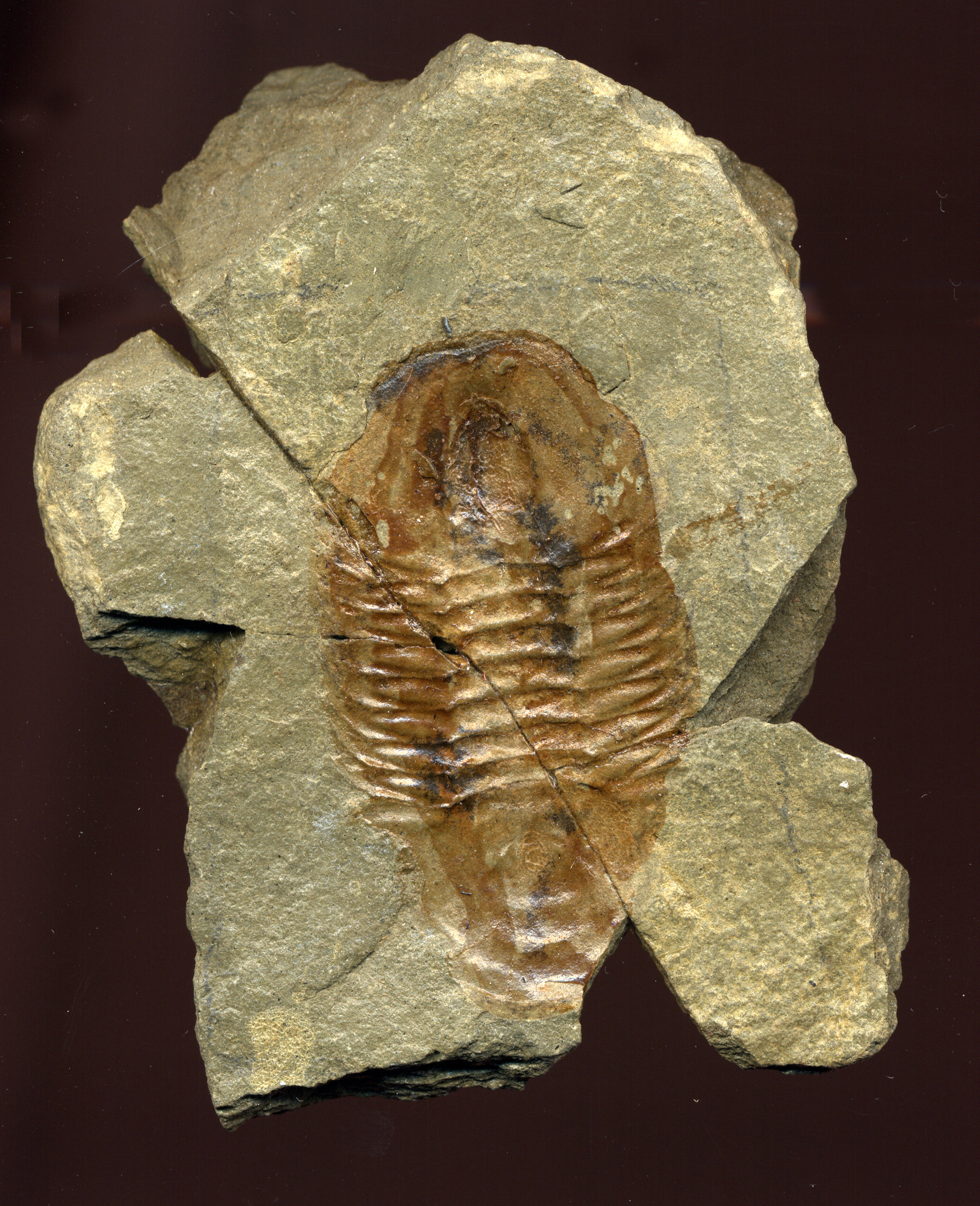
Der Trilobit Glossopleura producta (vormals Dolichometopus productus) in der Bright-Angel-Formation
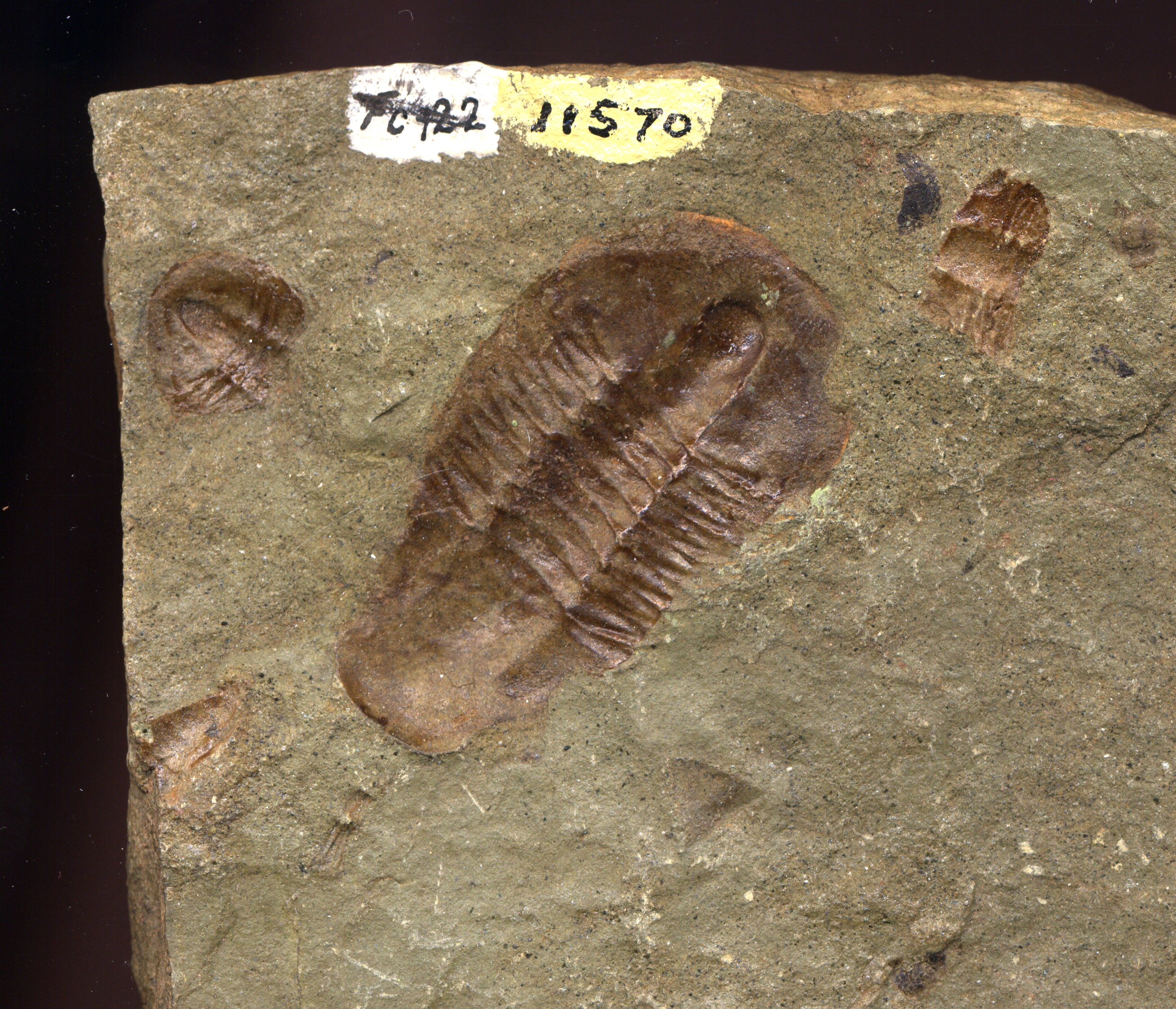
Trilobitenreste von Glossopleura producta und Amecephalus althea
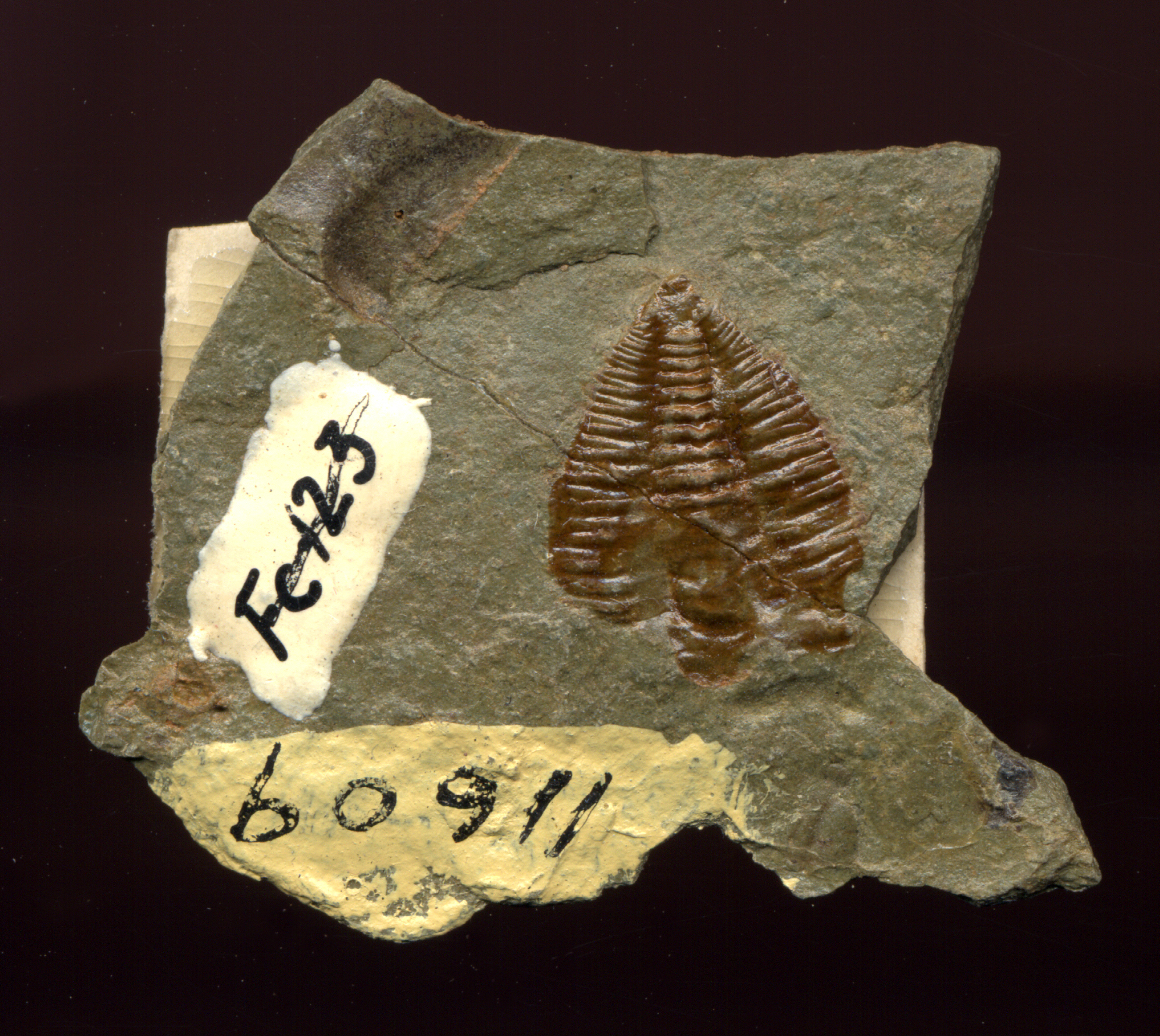
Der Trilobit Amecephalus althea (Walcott), vormals Alokistocare althea walcott
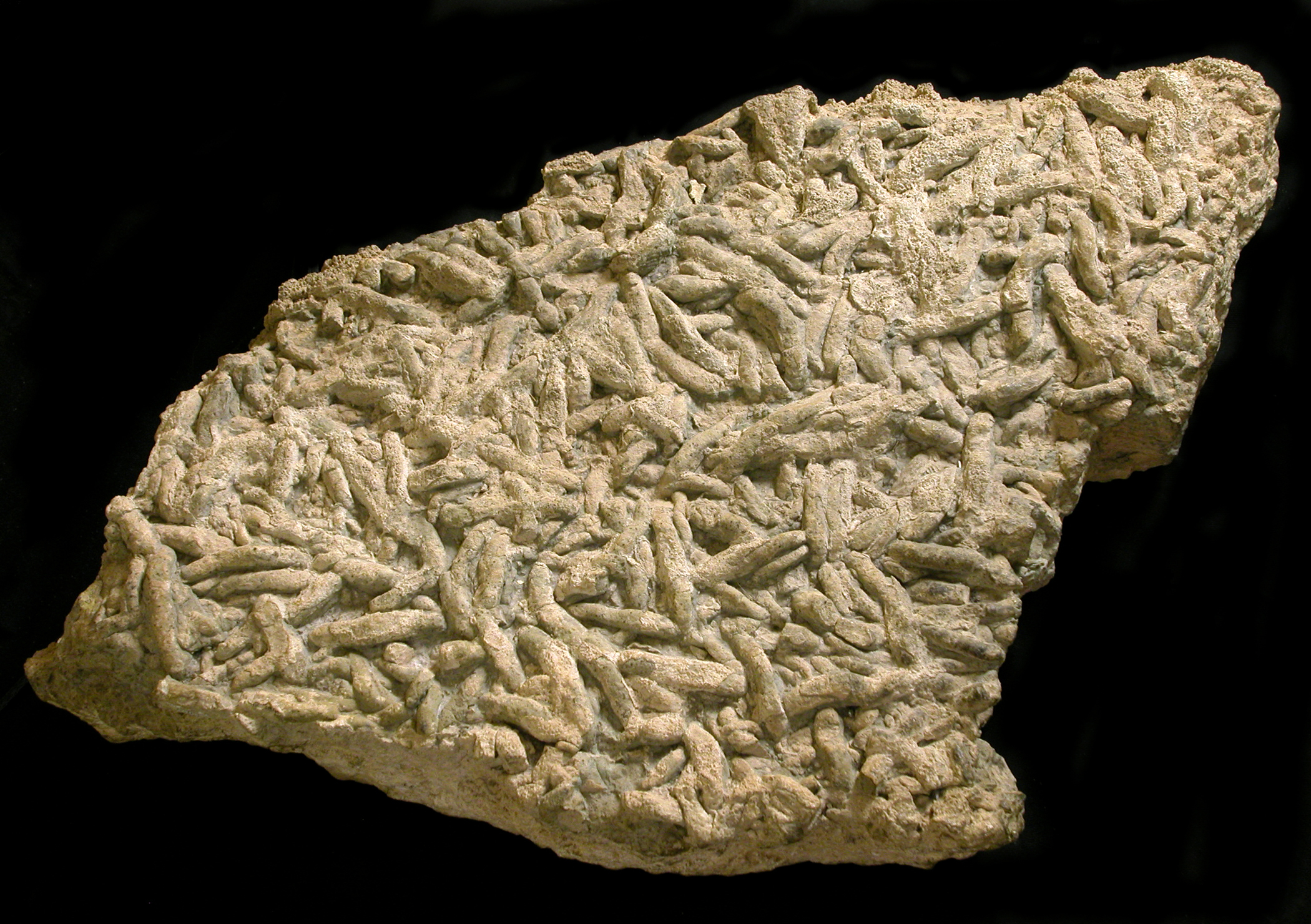
Fucoide Wurmspuren in der Bright-Angel-Formation
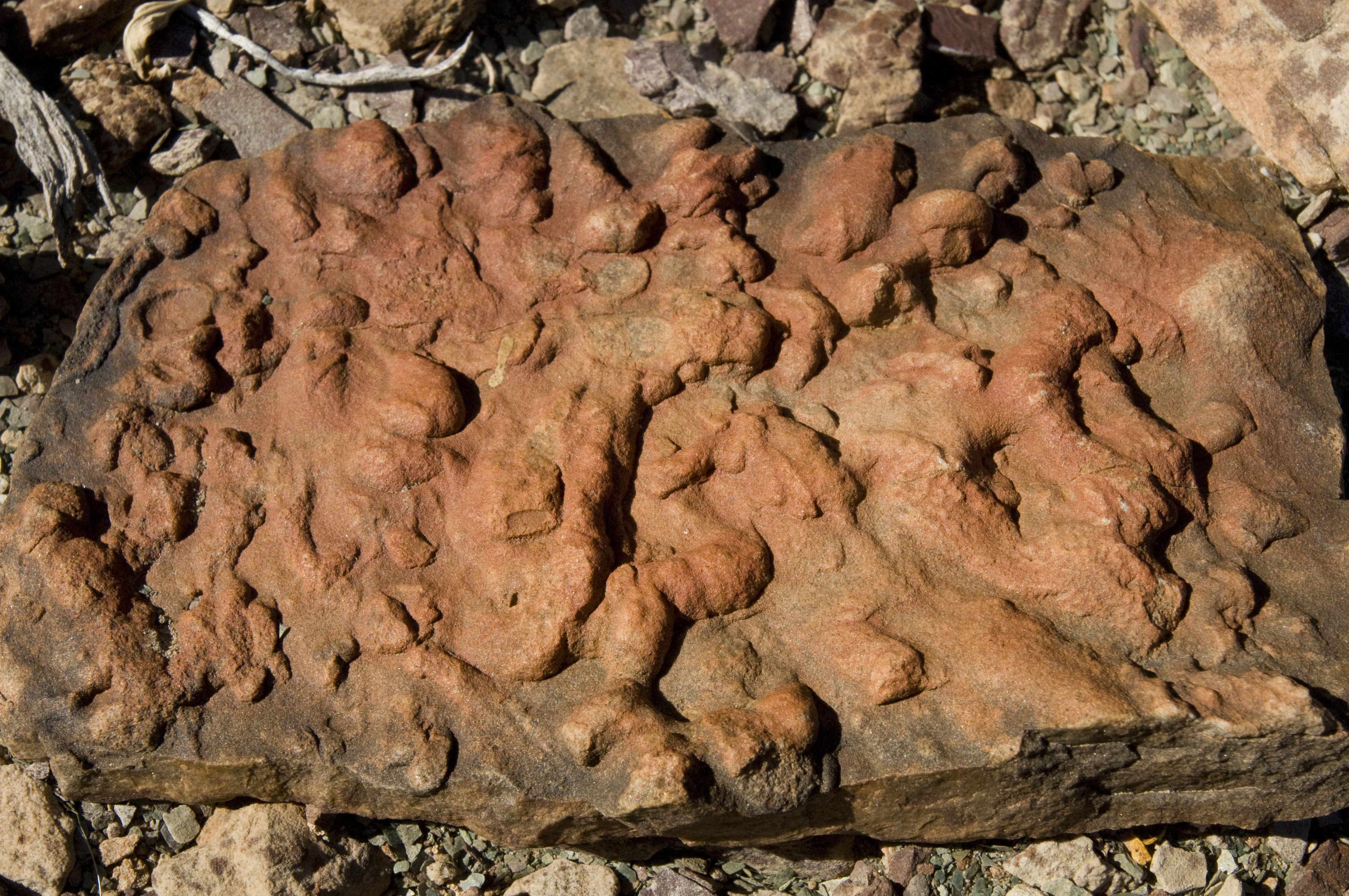
Fucoide Spuren
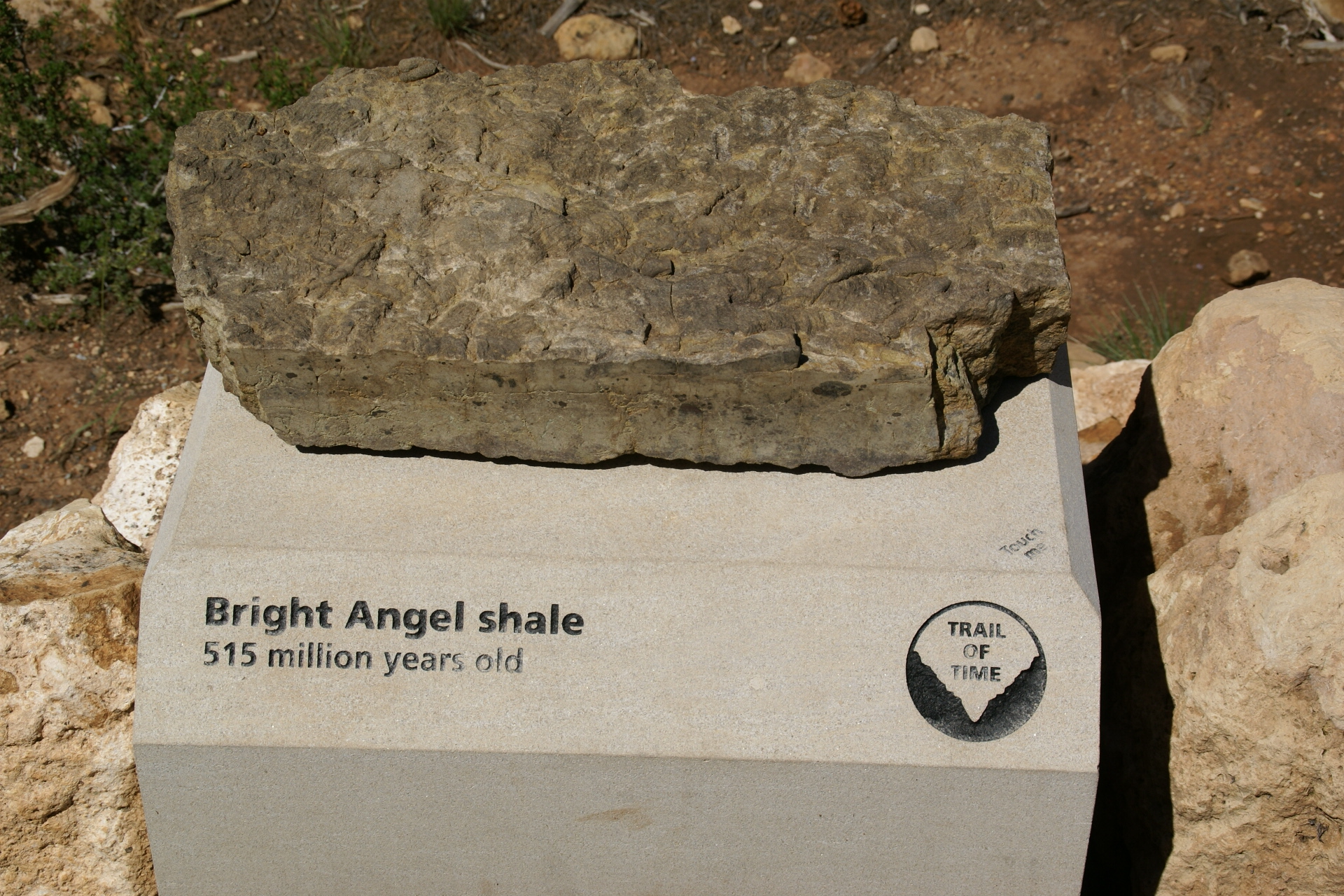
Handstück der Bright-Angel-Formation vom Yavapai Point